# Baumkircherfehde
Die Baumkircherfehde war ein Aufstand von steirischen Adeligen unter der Führung von Andreas Baumkircher gegen Kaiser Friedrich III.
Andreas Baumkircher nutzte das mittelalterliche Rechtsinstrument der Fehde, um von Kaiser Friedrich III. ausständige Geldbeträge von mehreren 10.000 Gulden einzufordern. Der Fehdebrief wurde am 1. Februar 1469 an den steirischen Landeshauptmann Ulrich III. von Graben als Stellvertreter des Kaisers abgesandt; anstatt jedoch die bei Fehden vorgeschriebenen drei Tage abzuwarten, wurden schon am nächsten Tag zahlreiche steirische Städte besetzt, um die kaiserlichen Besitzungen in Westungarn zu isolieren.
Den ersten militärischen Kontakt gab es am 21. Juli 1469 mit der Schlacht bei Fürstenfeld, die auf beiden Seiten schwere Verluste brachte und zwar mit einem Waffenstillstand endete, aber weitere Schlachten folgen ließ.
Im Oktober 1469 wurde ein Waffenstillstand zwischen Friedrich III. und Baumkircher vereinbart. Am 30. Juni 1470 schloss Friedrich III. einen Vertrag mit Baumkircher, der ihm völlige Amnestie und eine Zahlung von 14.000 fl. zusagte. Wegen Ausbleibens der Zahlungen erhob sich Baumkircher im Herbst 1470 erneut gegen Kaiser Friedrich III.
Am 23. April 1471 begaben sich Baumkircher und Andreas von Greisenegg zu Verhandlungen nach Graz, nachdem ihnen freies Geleit zugesagt worden war. Beide wurden jedoch festgenommen und am Abend ohne Verhandlung öffentlich vor dem Murtor enthauptet.